# La Mothe-Saint-Héray
La Mothe-Saint-Héray – miejscowość i gmina we Francji, w regionie Nowa Akwitania, w departamencie Deux-Sèvres.
Według danych na rok 1990 gminę zamieszkiwało 1857 osób, a gęstość zaludnienia wynosiła 124 osób/km² (wśród 1467 gmin regionu Poitou-Charentes La Mothe-Saint-Héray plasuje się na 154. miejscu pod względem liczby ludności, natomiast pod względem powierzchni na miejscu 582.).
- La Mothe saint Héray